# Lochaber (Quebec)
Lochaber 	es un municipio-cantón de la provincia de Quebec, Canadá y es una de las 1135 municipalidades en las que está dividido administrativamente el territorio de dicha provincia. Cálculos gubernamentales estiman que en fecha del 1° de julio de 2011 en la municipalidad habían 516 habitantes. Lochaber se encuentra en el municipio regional de condado de Papineau y a su vez, en la región administrativa de Outaouais. Hace parte de las circunscripciones electorales de Papineau a nivel provincial y de Argenteuil-Papineau-Mirabel a nivel federal.